# Перець каєнський

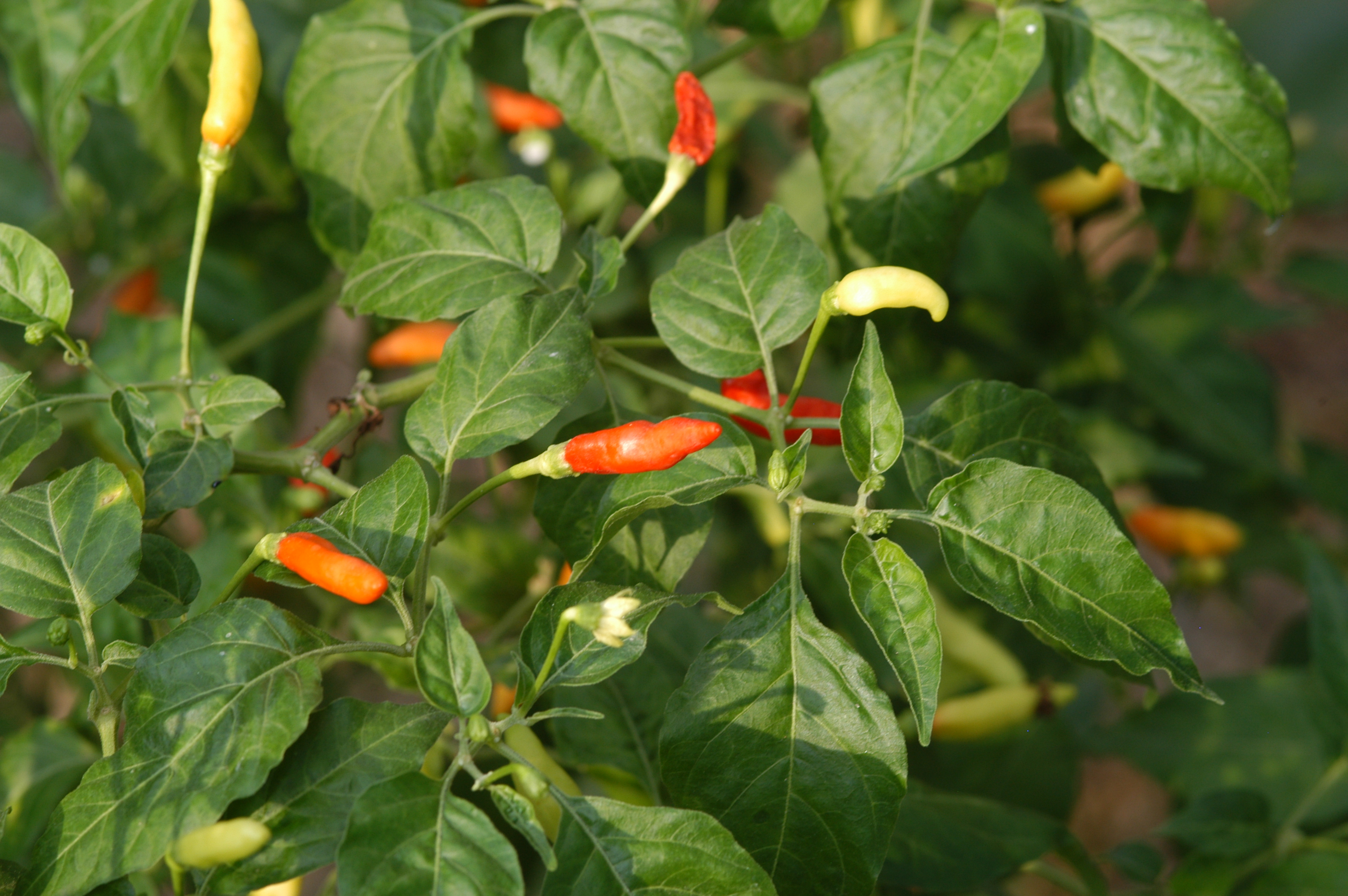
Capsicum frutescens

Капсикум каєнський, перець каєнський — група сортів перцю роду Капсикум виду Capsicum frutescens (перець чагарниковий), за одними джерелами є синонімом виду Capsicum annuum, за іншими самостійним видом роду Капсикум. Крім того, каєнський перець можуть відносити до окремого виду Capsicum sinense Jacq.
Плоди мають сильно виражений пекучий смак завдяки вмісту істотної кількості капсаїцину (ступінь пекучості залежить від сорту). Форма плоду типова для овочевих перців, проте його розмір досягає найменших значень: з квасолину (1,5 × 0,5 см).
Цей та інші види сильно пекучих червоних перців іноді називають «перець чилі».

## Ботанічний опис
Багаторічний чагарник висотою 20–120 см, у захищеному ґрунті досягає 3 м і більше.
Листя еліпсоподібне, гладке, чергове.
Квітки в основному білі, жовті або фіолетові.
Плід — несправжня пустотіла ягода довгастої форми. Товщина стінок 1–2 мм. Колір: зелений, жовтий (на стадії технічної (споживчої) стиглості), світло-помаранчевий, червоний і темніших відтінків (при біологічній зрілості).

## Історія і виробництво
Capsicum frutescens є стародавнім вирощуваним видом у Латинській Америці.
Батьківщина каєнського перцю — Південна Індія, острів Ява. Найбільші виробники: США, Мексика, Бразилія, Колумбія, Гаяна, Каліфорнія, деякі області Західної Африки, В'єтнам, Індія, Індонезія і деякі інші тропічні країни.
Вирощують перець і в закритому ґрунті (в теплицях, парниках, квіткових горщиках), і на балконах як кімнатну рослину.